# Norrby IF

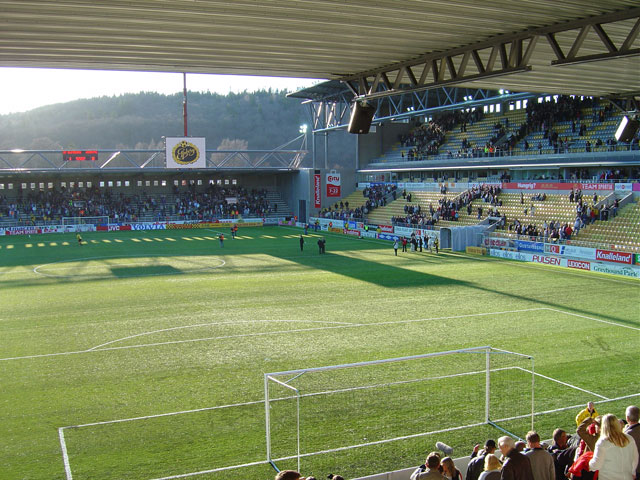
Borås Arena (2005)

Norrby IF ist ein schwedischer Fußballverein aus Norrby, einem Stadtteil von Borås. Die Mannschaft trat in der Spielzeit 1955/56 in der Allsvenskan an.

## Geschichte
Der Verein wurde am 27. April 1927 als Norrbygärde IF gegründet. 1940 tauchte die Mannschaft erstmals in der dritten Liga auf, wo sie in der Folge im mittleren Teil der Tabelle etablieren konnte. 1949 erfolgte die Umbenennung in den heutigen Namen. Mit diesem gelang gleich mit deutlichem Abstand der Staffelsieg und damit der Aufstieg in die zweite Liga.
Schnell konnte sich Norrby IF auch in der zweiten Liga im vorderen Bereich etablieren. 1955 gelang vor IFK Malmö und dem Lokalrivalen IF Elfsborg die Meisterschaft in der Staffel Götaland und damit der Aufstieg in die Allsvenskan. Drei Siege und sechs Unentschieden waren jedoch zu wenig für den Klassenerhalt in der schwedischen Eliteserie. Mit drei Punkten Rückstand auf Västerås SK musste der sofortige Wiederabstieg hingenommen werden.
Bis Anfang der 1960er Jahre gehörte Norrby IF regelmäßig zur Spitzengruppe der zweiten Liga, konnte aber nicht mehr auf einem Aufstiegsplatz landen. 1964 erfolgte als Drittletzter wegen des schlechteren Torverhältnisses im Vergleich zum punktgleichen Konkurrenten Varbergs BoIS der Absturz in die Drittklassigkeit. 1967 konnte sich die Mannschaft die Rückkehr in die zweite Liga erspielen, bis 1971 wechselte die Mannschaft regelmäßig zwischen den Ligen. Bis 1975 verpasste die Mannschaft regelmäßig trotz guter Platzierungen den Aufstieg, der Dank des besseren Torverhältnisses in den Aufstiegsspielen gegenüber den punktgleichen Råå IF und Hässleholms IF geschafft wurde.
Dieses Mal setzte sich Norrby IF in der zweiten Liga fest und 1978 scheiterte die Mannschaft nur knapp hinter IS Halmia im Aufstiegsrennen. Der Klub aus Halmstad verbuchte eine Niederlage weniger und konnte somit zwei Punkte Vorsprung herausspielen. Der guten Saison folgte der Absturz: Mit zwei Punkten Rückstand auf GAIS verabschiedete sich der Klub aus Borås als Tabellenzehnter erneut aus der zweiten Liga. 1981 stand Norrby IF kurz vor der Rückkehr in die zweite Liga. Als Staffelsieger nahm die Mannschaft an den Aufstiegsspielen teil. Dort scheiterte man jedoch in der ersten Runde nach einem 1:1-Unentschieden auf eigenem Platz mit einem torlosen Remis im Rückspiel aufgrund der Auswärtstorregel. Zwei Jahre später machte der Verein es besser: im Elfmeterschießen setzte sich die Mannschaft gegen Spånga IS durch und war wieder zweitklassig.
Zweimal konnte sich Norrby IF im Mittelfeld der Tabelle platzieren. Im dritten Jahr der Zweitligazugehörigkeit sprang jedoch nur noch der elfte Tabellenrang heraus, der Klub stieg erneut ab. 1988 fand sich die Mannschaft auch in der dritten Liga im Abstiegskampf wieder, schaffte aber mit einem Punkt Vorsprung auf Absteiger Varbergs BoIS den Klassenerhalt. Nachdem sich die Mannschaft wieder in den vorderen Bereich der Liga gespielt hatte, gelang 1994 die Rückkehr in die zweite Liga. In der ersten Runde wurde IFK Malmö ausgeschaltet, anschließend folgten ein 2:0-Sieg und ein 2:2-Unentschieden gegen Jonsereds IF.
Als Tabellenelfte der zweiten Liga musste Norrby IF in die Relegation. Dort verlor man nach einem 2:2-Unentschieden auf fremdem Platz das Heimspiel mit 1:2 gegen Motala AIF und war wieder nur drittklassig. Jedoch gelang als Staffelsieger die sofortige Rückkehr. Einem zehnten Platz folgte 1998 der elfte Platz. Damit musste die Mannschaft erneut in den Relegationsspielen antreten. Wiederum folgte einem Unentschieden im Hinspiel eine Niederlage im Rückspiel und somit musste der Klub Myresjö IF den Vortritt in die zweite Runde lassen, wo jene jedoch auch scheiterten. Damit verabschiedete sich Norrby IF von der Zweitklassigkeit.
In der dritten Liga gelang der Staffelsieg und damit die Qualifikation zu den Aufstiegsspielen. Mit fünf Punkten wurde jedoch nur der zweite Platz hinter Ljungby IF belegt und damit der direkte Wiederaufstieg verpasst. 2002 erfolgte der Absturz in die Viertklassigkeit, der Mannschaft gelang jedoch der sofortige Wiederaufstieg. Als Vizemeister mit einem Punkt Rückstand auf Husqvarna FF verpasste der Aufsteiger den direkten Durchmarsch in die zweite Liga. Ein Jahr später gelang als Vizemeister hinter Jönköpings Södra IF die Qualifikation für die reformierte dritte Liga, aus der die Mannschaft 2008 als Tabellenvorletzte in die Division 2 abstieg. Mit 14 Siegen in 22 Spielen gelang ihr der sofortige Wiederaufstieg.